# District de Sibu
Le district de Sibu (malais : Daerah Sibu) est un district administratif de l'État malaisien du Sarawak, qui fait partie de la Division de Sibu. La capitale du district est dans la ville de Sibu.

### Liens connexes
- Districts de Malaisie